# Lemniscomys rosalia
Lemniscomys rosalia és una espècie de mamífer rosegador de la família dels múrids. Viu a altituds de fins a 1.200 msnm a Angola, Botswana, Kenya, Malawi, Moçambic, la República Democràtica del Congo, Sud-àfrica, Eswatini, Tanzània, Zàmbia i Zimbàbue. El seu hàbitat natural són les sabanes d'herba alta. És una espècie en risc mínim, és a dir, no sembla que hi hagi cap amenaça significativa per a la seva supervivència. El seu nom específic, rosalia, significa ‘rosa bonica’ en llatí.